# Obere Mühle (Baiertal)
Die Obere Mühle war ein historisches Mühlenanwesen in Baiertal, einem Stadtteil von Wiesloch im Rhein-Neckar-Kreis im nördlichen Baden-Württemberg. Die Mühle wurde 1784 begründet und im April 1945 in den letzten Tagen des Zweiten Weltkriegs zerstört.

## Geschichte
Nachdem in Baiertal bereits ab 1705 die Untere Mühle nordöstlich unterhalb des Orts bestand, erhielt 1784 der Gerichtsmann Georg Michael Vilsinger die Erlaubnis zum Bau einer Mahl- und Ölmühle mit Hanfreibe im Oberdorf. Wie schon die ältere Mühle wurde auch die neue obere Mühle von der Ortsherrschaft als Erbbestand vergeben.
Auf Georg Michael Vilsinger folgte als Müller sein Sohn Johann Jacob Vilsinger, 1808 dann Johann Georg Hetterich und 1813 Christian Brenner. 1819 erwarb Caspar Goos, Müller der unteren Mühle auch die obere Mühle und reichte sie 1822 an seinen Sohn Ulrich Goos I. weiter, der später Bürgermeister von Baiertal war. Ihm folgte 1854 sein Sohn Friedrich Goos, der einen längeren Rechtsstreit mit der Gemeinde um die Erweiterung des Bachbetts führte. 1869 kam die Mühle in den Besitz von Jacob Horsch aus Walldorf, der den Bach und den zur Mühle führenden Mühlkanal wegen der Erweiterung der Landstraße 155 um einige Meter verlegen musste. Horsch verkaufte die Mühle 1878 an den zurückgekehrten Amerika-Auswanderer Karl Ludwig Rettenbacher und ließ sich als Mehlhändler in Wiesloch nieder. Rettenbachers Witwe verkaufte die Mühle 1891 an Bernhard Gefäller, der der letzte Müller der Oberen Mühle war. Gefäller ließ die Mühle 1910 erweitern, so dass sie über drei Mahlgänge und zwei Walzenstühle verfügte, hatte jedoch ab 1928 mit dem wegen des inzwischen errichteten Hochbehälters eingetretenen Wasserschwund der Ochsenbachquelle zu kämpfen und erhielt 1930 eine Entschädigung von der Gemeinde.
Die Mühle wurde am 1. April 1945 beim Vorrücken der amerikanischen Truppen auf Baiertal zerstört. Auf der ehemals landwirtschaftlich genutzten Fläche des Mühlenanwesens wurde später das Wohnhaus der Nachkommen des letzten Müllers errichtet, an der Stelle der einstigen Mühle entstand das Holzlager eines örtlichen Zimmerbetriebs. Im Dezember 2013 wurde am ehemaligen Standort ein Mühlstein mit Gedenktafel zur Erinnerung an die Obere Mühle aufgestellt.